# راپی
راپی (انگلیسی: Rappi) شرکت ترابری کلمبیایی است، که در سال ۲۰۱۵ تأسیس شد.